# Wanted: A Leading Lady
Wanted: A Leading Lady è un cortometraggio muto del 1915 diretto da Al Christie e interpretato della diciottenne Betty Compson, al suo debutto sullo schermo: il primo di una carriera cinematografica che conterà 208 titoli.

## Produzione
Il film fu prodotto dalla Nestor Film Company.

## Distribuzione
Distribuito dalla Universal Film Manufacturing Company, il film - un cortometraggio in una bobina - uscì nelle sale cinematografiche USA il 19 novembre 1915.